# Unidad de materiales peligrosos

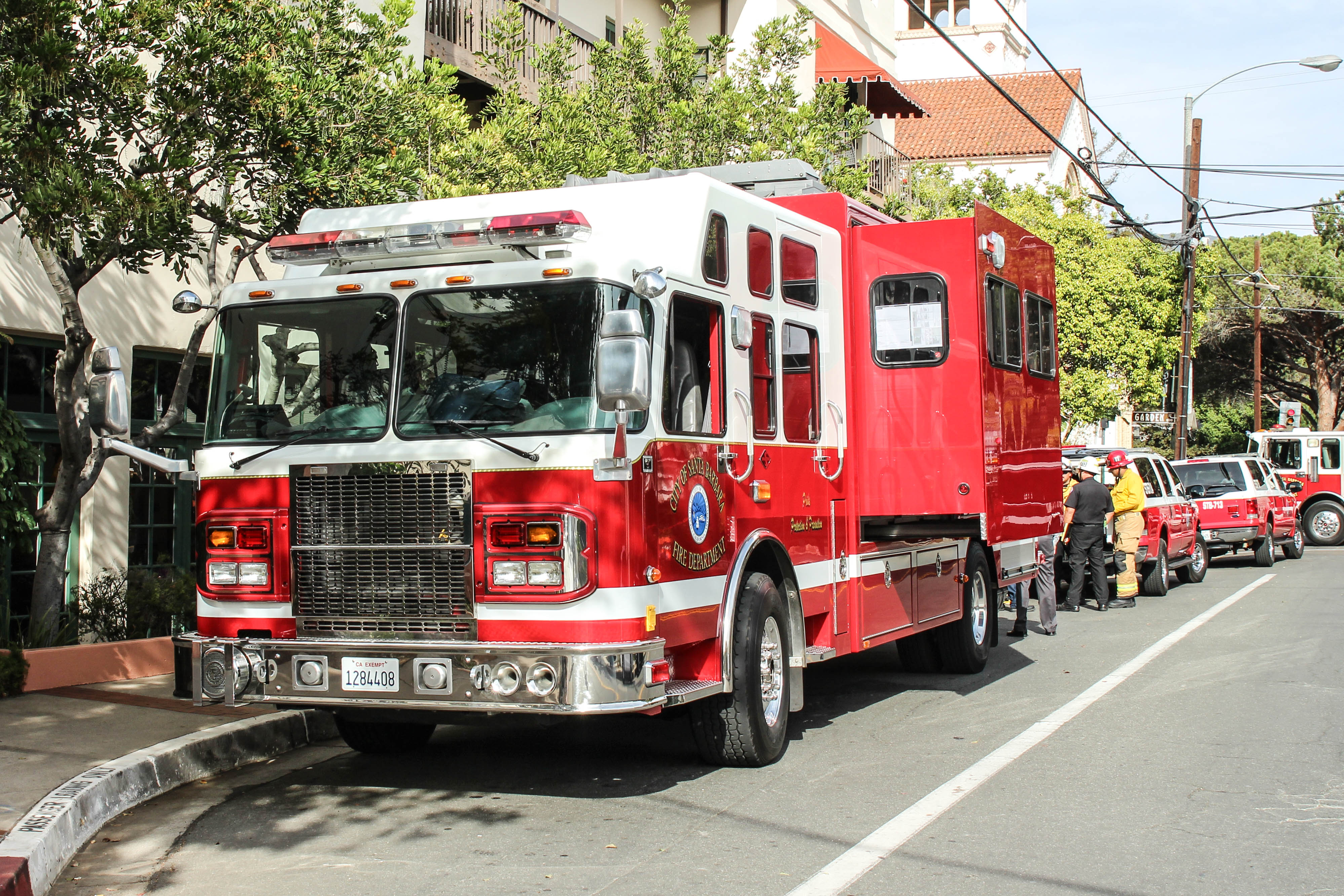
Aparato de materiales peligrosos del Departamento de Policía de la Prefectura de Kanagawa

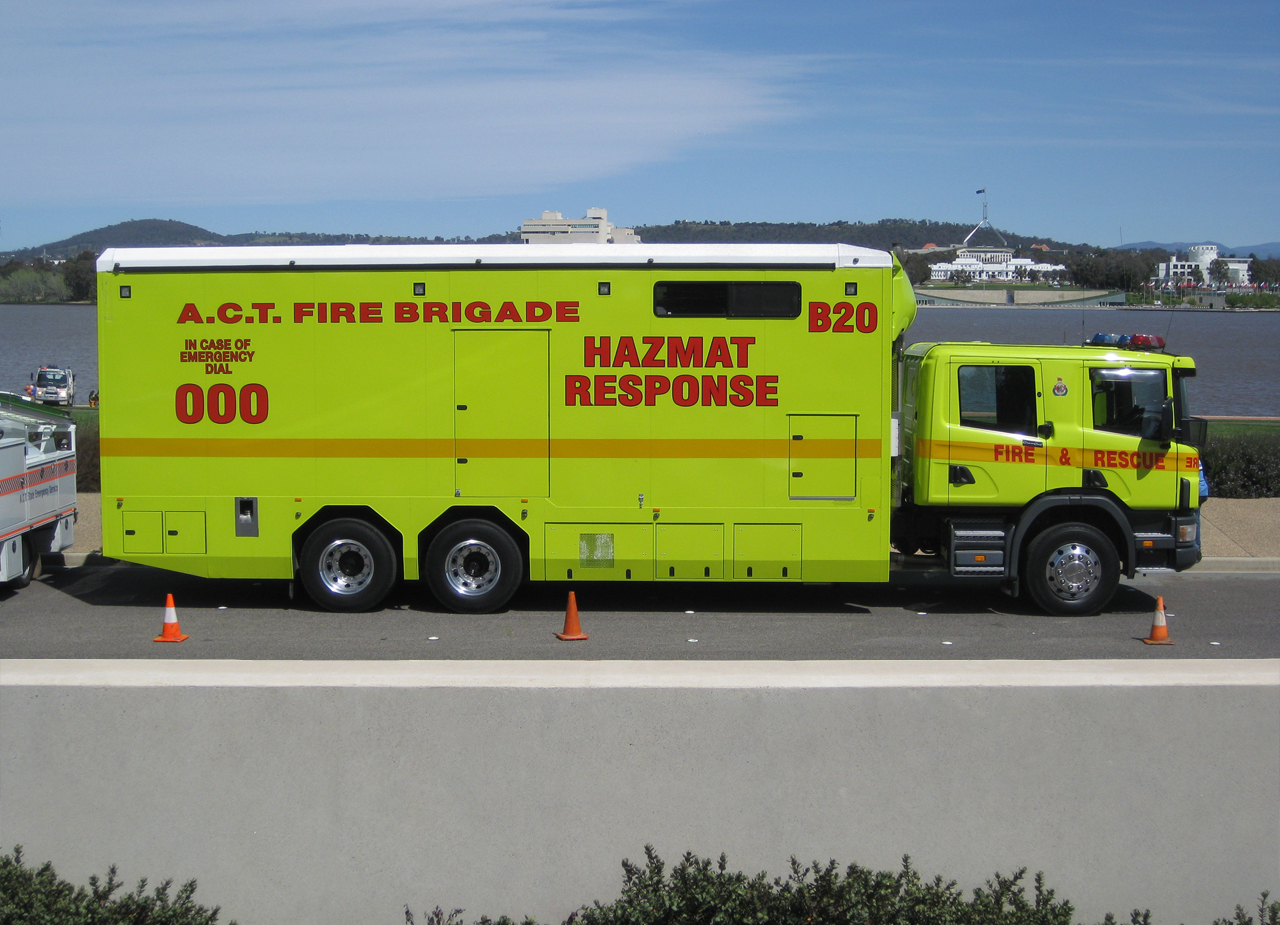
Unidad de respuesta a materiales peligrosos del ACT Fire & Rescue Service en Canberra.

Una Unidad de materiales peligrosos ( materiales peligrosos ) es un vehículo utilizado por los servicios de emergencia para responder a llamadas que involucran materiales potencialmente peligrosos. Estos vehículos son personalizados para adaptarse a las necesidades de la agencia responsable del aparato, que puede ser un equipo de rescate, cuerpo de bomberos, servicios médicos de emergencia, la agencia de aplicación de la ley, o militar.
Un vehículo típico de materiales peligrosos tendrá una parte dedicada a un centro de comando y comunicaciones. A menudo equipados con computadoras, televisores, radios de dos vías y otros equipos.  Este centro de comando generalmente se encuentra en una parte del vehículo que se desliza hacia afuera o se expande de manera muy similar a como se encuentra en un vehículo recreacional típico.
Los vehículos de materiales peligrosos también suelen venir con un laboratorio portátil completo con fregaderos y campanas de extracción que permiten el análisis de las muestras recolectadas en el lugar.  Esencialmente un laboratorio móvil, esto permite el análisis científico y el monitoreo temprano en el sitio para acelerar el proceso de detección y permitir que los bomberos y otros servicios de emergencia brinden la respuesta correcta para el incidente en particular.
En los Estados Unidos, la norma NFPA 471, Práctica recomendada para responder a incidentes con materiales peligrosos, describe el equipo necesario para un aparato de materiales peligrosos, incluido un detector de radiación, un medidor de pH y otros dispositivos de muestreo de aire.
Algunos equipos que se encuentran en vehículos con materiales peligrosos incluyen:
- Barreras de contención para contener derrames de materiales no miscibles
- Equipo de protección personal, como aparatos de respiración autónomos y trajes para materiales peligrosos.